# Roman Karimov
Pour les articles homonymes, voir Karimov.
Roman Leonidovitch Karimov (russe : Роман Леонидович Каримов), né le 20 juin 1984 à Oufa (Bachkirie), est un réalisateur, scénariste et compositeur soviétique puis russe.

## Biographie
Né à Oufa le 20 juin 1984 dans une famille assyro-tatare. En 2003, il part vivre à Londres, produit des courts métrages pour la BBC et réalise des bandes-annonces de films et d'autres travaux pour TV3, TV1000 et ZTV. Deux ans plus tard, il retourne en Russie,.
Karimov réalise trois courts métrages (Optimist, Kvartira 29 et Ne volnouïsia!), travaille comme réalisateur promotionnel pour le film Platon (ru) et réalise le documentaire Professia: ioumorist, avec Vadim Galygine (ru),.
Le film Ne volnouïsia a remporté le prix du public au festival « Mon Cinema », et Kvartira 29 a remporté le prix du meilleur long métrage au festival KINOTEATR.doc.
En 2010, Karimov a réalisé son premier long métrage, la comédie Des personnes inadéquates. Le film a remporté le Grand Prix du Festival fenêtre sur l'Europe, qui s'est tenu en août 2010, et a également reçu un accueil très chaleureux de la part des cinéphiles russes, avec de nombreuses critiques positives.
Le deuxième long métrage En mille morceaux (ru) a été présenté dans la compétition principale du 22e festival du film de Kinotavr en 2011.

## Filmographie
- 2010 : Des personnes inadéquates (Неадекватные люди)
- 2011 : En mille morceaux (ru) (Вдребезги)
- 2014 : Tout tout de suite (uk) (Все й відразу)
- 2017 : Eau noire (ru) (Чёрная вода)
- 2017 : Va-t-en, Vassia (ru) (Гуляй, Вася!)
- 2018 : Quel anniversaire (ru) (Днюха!)
- 2020 : Des personnes inadéquates 2 (ru) (Неадекватные люди 2)
- 2021 : Va-t-en, Vassia! Rendez-vous à Bali (ru) (Гуляй, Вася! Свидание на Бали)
- 2023 : Respiration (ru) (Дыхание)